# 有明フェリー

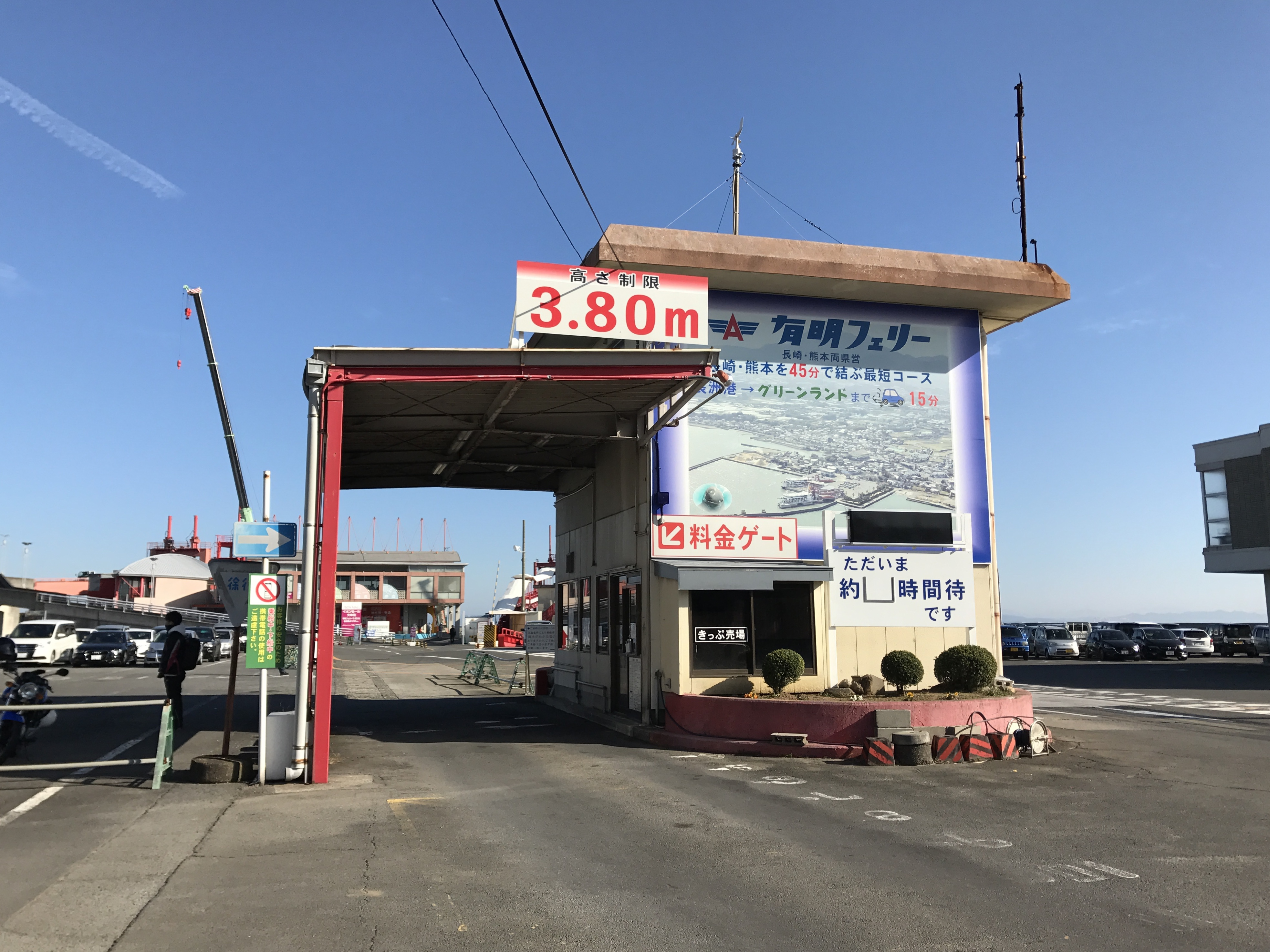
多比良港にある切符売り場

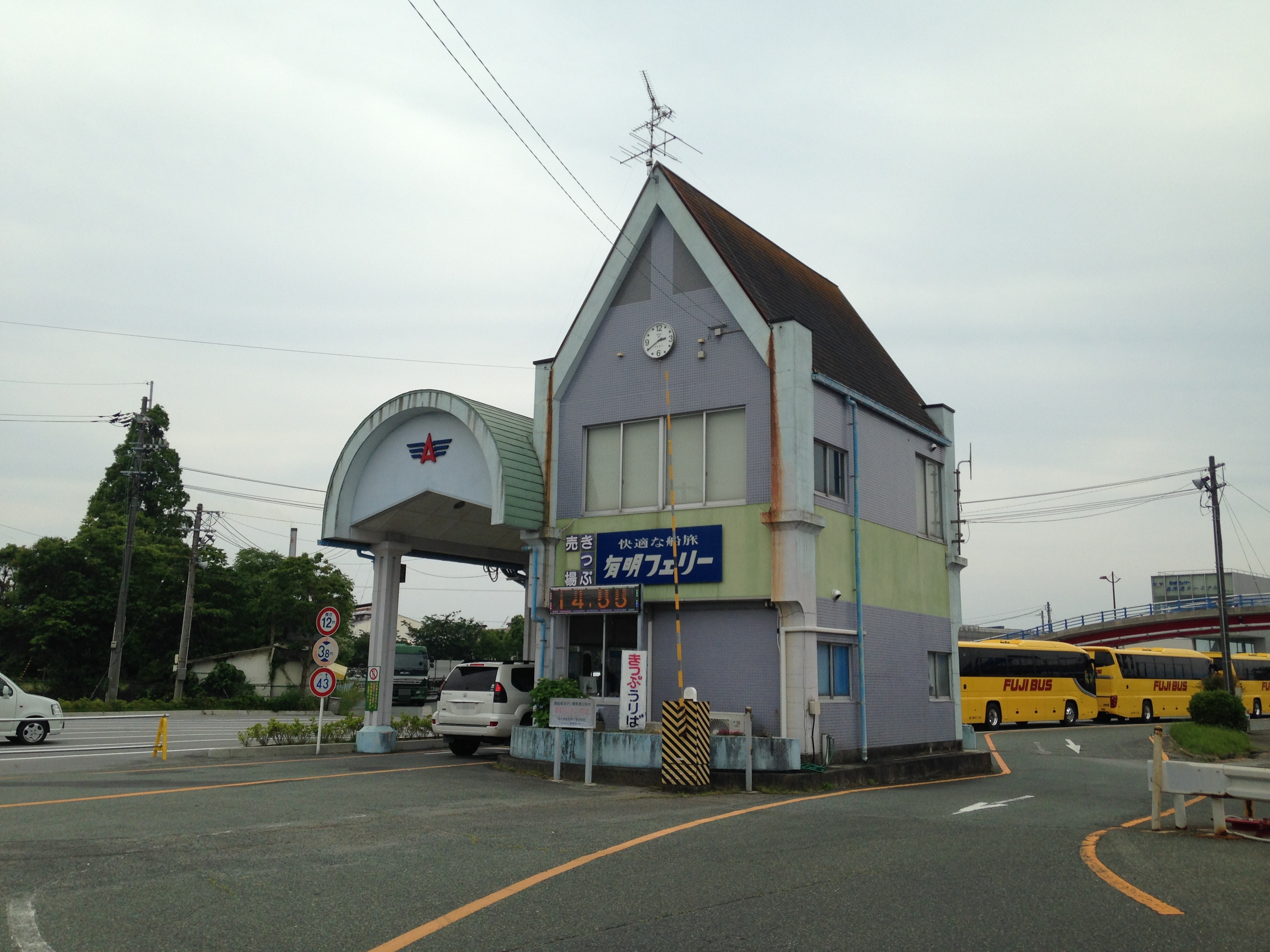
長洲港にある切符売り場

有明フェリー（ありあけフェリー）は、長崎県雲仙市国見町土黒甲の多比良港と熊本県玉名郡長洲町長洲の長洲港を結ぶフェリー航路。有明海自動車航送船組合が運航する。
1993年（平成5年）4月以降、一般国道389号の海上区間を結んでいる。

## 概要

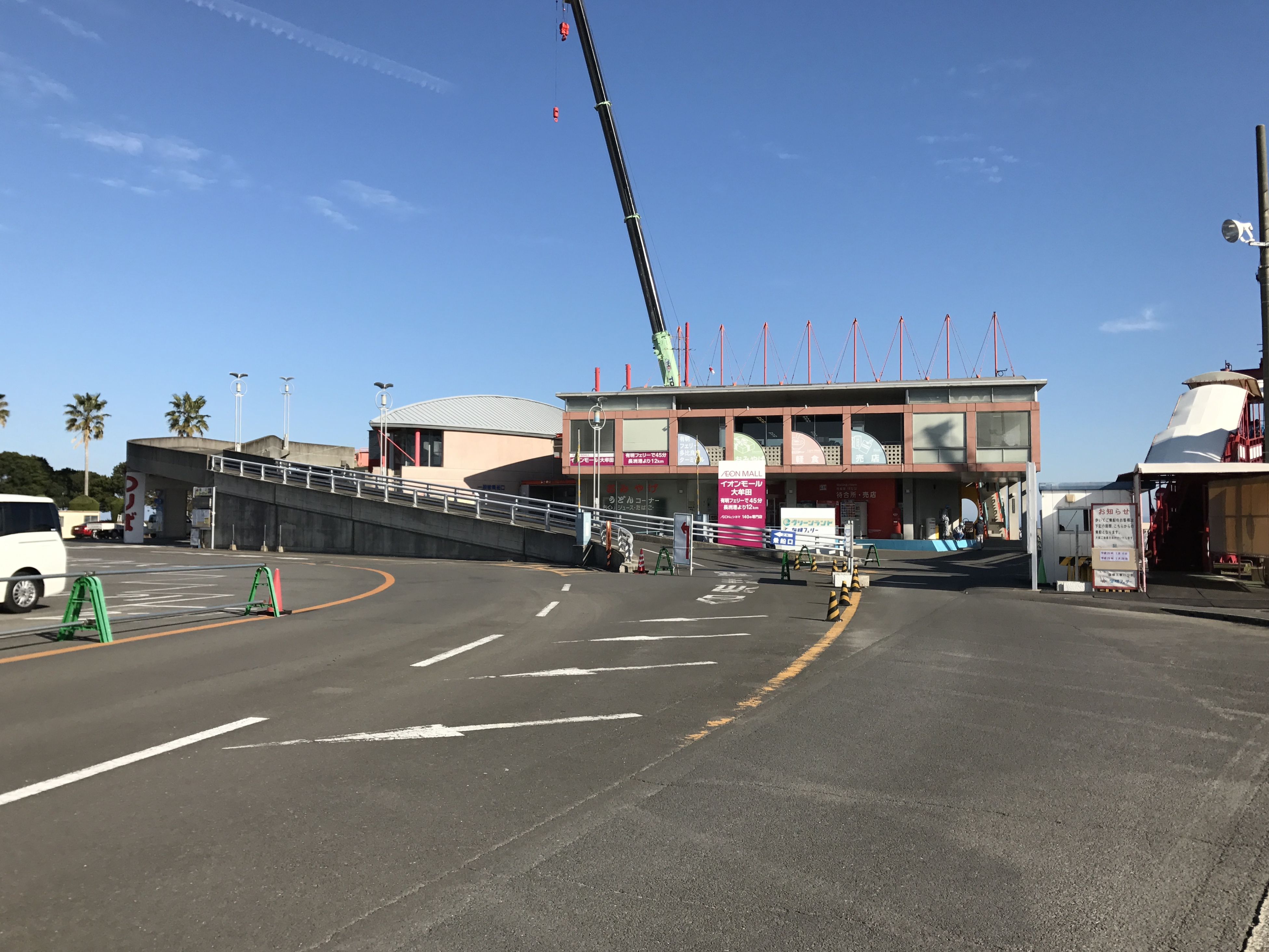
有明フェリー多比良港ターミナル

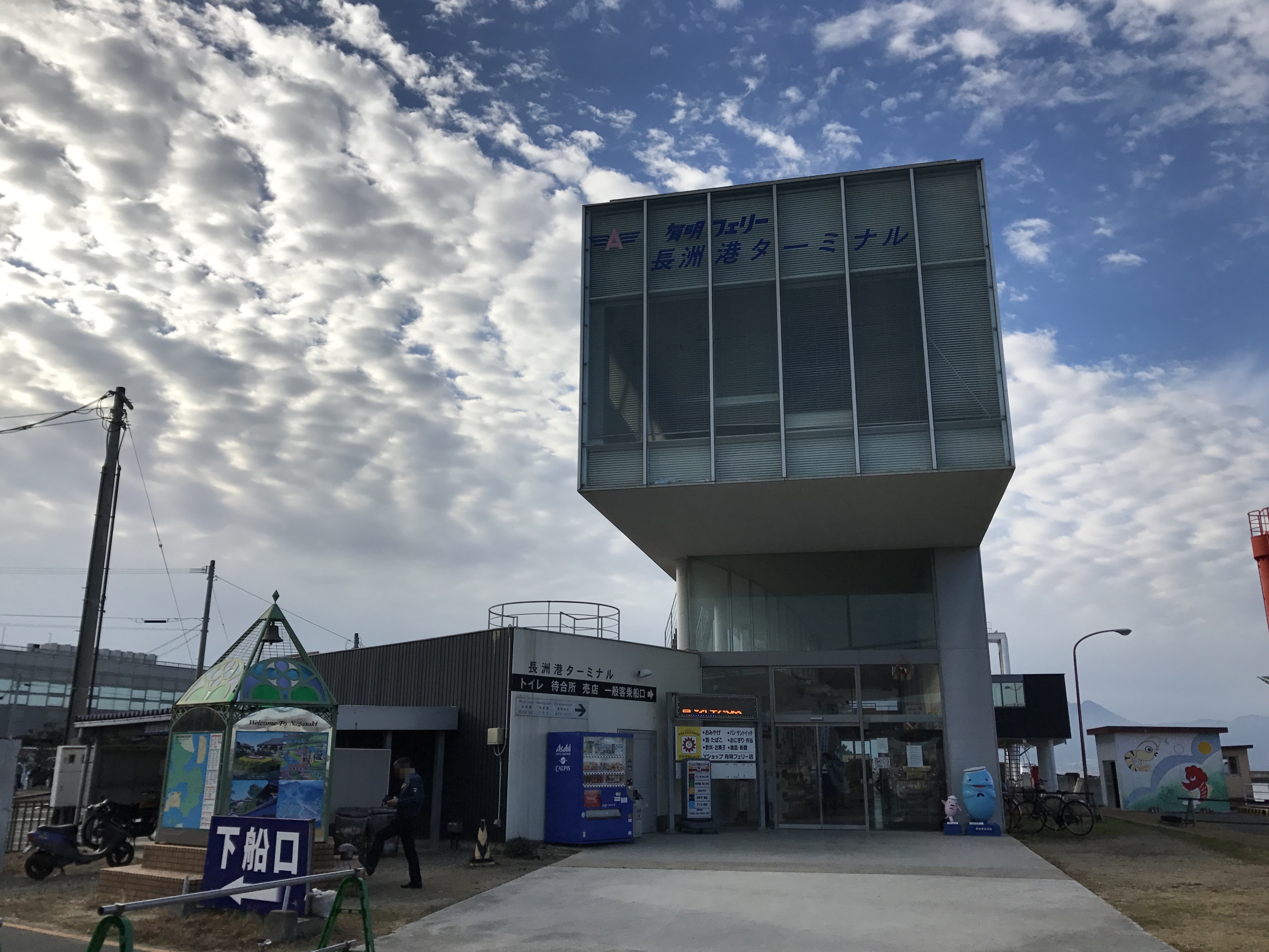
有明フェリー長洲港ターミナル

2022年（令和4年）3月時点で、6時から20時までの間、通常期（Aダイヤ）に19便、オフ期（Bダイヤ）に16便を運航する。航路延長は14kmで、所要時間は約45分。
長崎自動車道、九州自動車道から離れている島原半島の住民にとっては、福岡・本州方面への重要な足の一つとなっている。有明海の北側の比較的穏やかな内海を航行するフェリーということもあり、高い就航率を誇っている。
長洲町側では、最寄りのJR九州長洲駅と2.2km以上離れていて、自動車・タクシーでも10分ほどを要する。かつては産交バスの路線が接続していたが2020年9月末で廃止され、現在は地元のタクシー会社が、フェリー利用客向けに、長洲駅とを結ぶ予約制乗合タクシーを時間帯限定で運行している。一方、多比良港側ではバス停が至近に存在するほか、徒歩5分程度で島原鉄道線「多比良駅」まで向かうことが出来る。
1968年（昭和43年）から1997年（平成9年）まで、長崎 - 熊本間の特急バス「ありあけ号」がこの航路経由で運行されていた（バスをフェリーに載せて航送）。
冬場にはカモメが乗客からの餌を求めフェリーに群がり、乗客による給餌も盛んに行われている。フェリー内の売店でも餌として『かもめパン』を販売している。また、運が良ければ船上からスナメリを観察することができる。

### 有明海自動車航送船組合
有明海自動車航送船組合（ありあけかいじどうしゃこうそうせんくみあい）は、長崎県と熊本県により構成される一部事務組合である。多比良港ターミナルが組合の所在地となっている。組合の条例により、事業に地方公営企業法の財務規定を適用している。
組合管理者は両県の知事が2年交代で務めていたが、2008年（平成20年）に組合の規約が改正され、知事以外から管理者が選ばれることとなった。

## 沿革

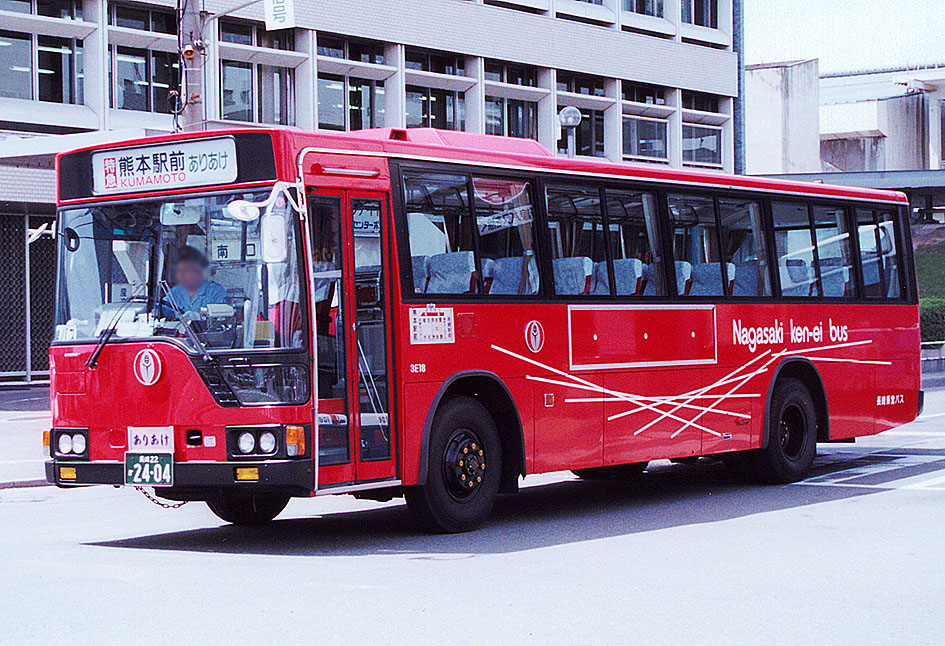
長崎県営バス「ありあけ号」

- 1956年（昭和31年） : 有明海自動車航送船組合設置。
- 1958年（昭和33年） : 多比良 - 長洲航路の運航開始に伴い「有明丸」が就航。（6往復）
- 1959年（昭和34年） : 「第二有明丸」が就航し二隻体制となる。（10往復）
- 1967年（昭和42年） : 「第三有明丸」が就航し三隻体制となる。（14往復）
- 1968年（昭和43年） : 長崎市-熊本市を結ぶ特急バス「ありあけ号」運行開始。
- 1971年（昭和46年） : 「第五有明丸」が就航し4隻体制となる。（24往復）
- 1977年（昭和52年） : 「第六有明丸」が就航。
- 1980年（昭和55年） : 「第七有明丸」が就航。
- 1985年（昭和60年） : 「第八有明丸」が就航。
- 1988年（昭和63年） : 「第十有明丸」が就航。
- 1994年（平成6年） : 「サンライズ」が就航。また多以良港に新ターミナルビルが完成。
- 1996年（平成8年） : 長洲港に新ターミナルビルが完成。
- 1997年（平成9年） : ありあけ号運行休止。
- 2000年（平成12年） : 運航効率改善のため長洲港に二層式可動橋が完成。従来の4隻体制から3隻体制での運航が可能となる。
- 2001年（平成13年） : 多比良港に二層式可動橋が完成。
- 2012年（平成24年） :「有明みらい」が就航。[7]
- 2014年（平成26年） :「有明きぼう」が就航。

## 船舶

### 運航中の船舶
サンライズ
1994年（平成6年）2月竣工、同年4月1日就航。888総トン、全長59.3m、幅13.4m、3,600馬力、最大速力15.6ノット、林兼船渠建造。
旅客定員490名。車両積載数：85台（乗用車換算）
有明みらい
2012年（平成22年）4月竣工・28日就航。759総トン、全長57.02m、幅12.80m、1,500馬力×2基、最大速力14.0ノット、前畑造船建造。
旅客定員450名。車両積載数：69台（乗用車換算）。最上部となる第四甲板の一部が展望デッキとして開放されている。バリアフリー対応で車椅子固定スペースやエレベーターを装備。第八有明丸の代替。
有明きぼう
2014年（平成24年）2月竣工・4月1日就航。759総トン、全長57.02m、幅12.80m、1,500馬力×2基、最大速力14.0ノット、前畑造船建造。
旅客定員450名。車両積載数：69台（乗用車換算）。船内仕様は「有明みらい」と同一。第十有明丸の代替。船体には熊本県のキャラクター「くまモン」をはじめとして沿岸自治体のゆるキャラがあしらわれ、中間部には国道389号線の海上区間を表すマークが表示されている。

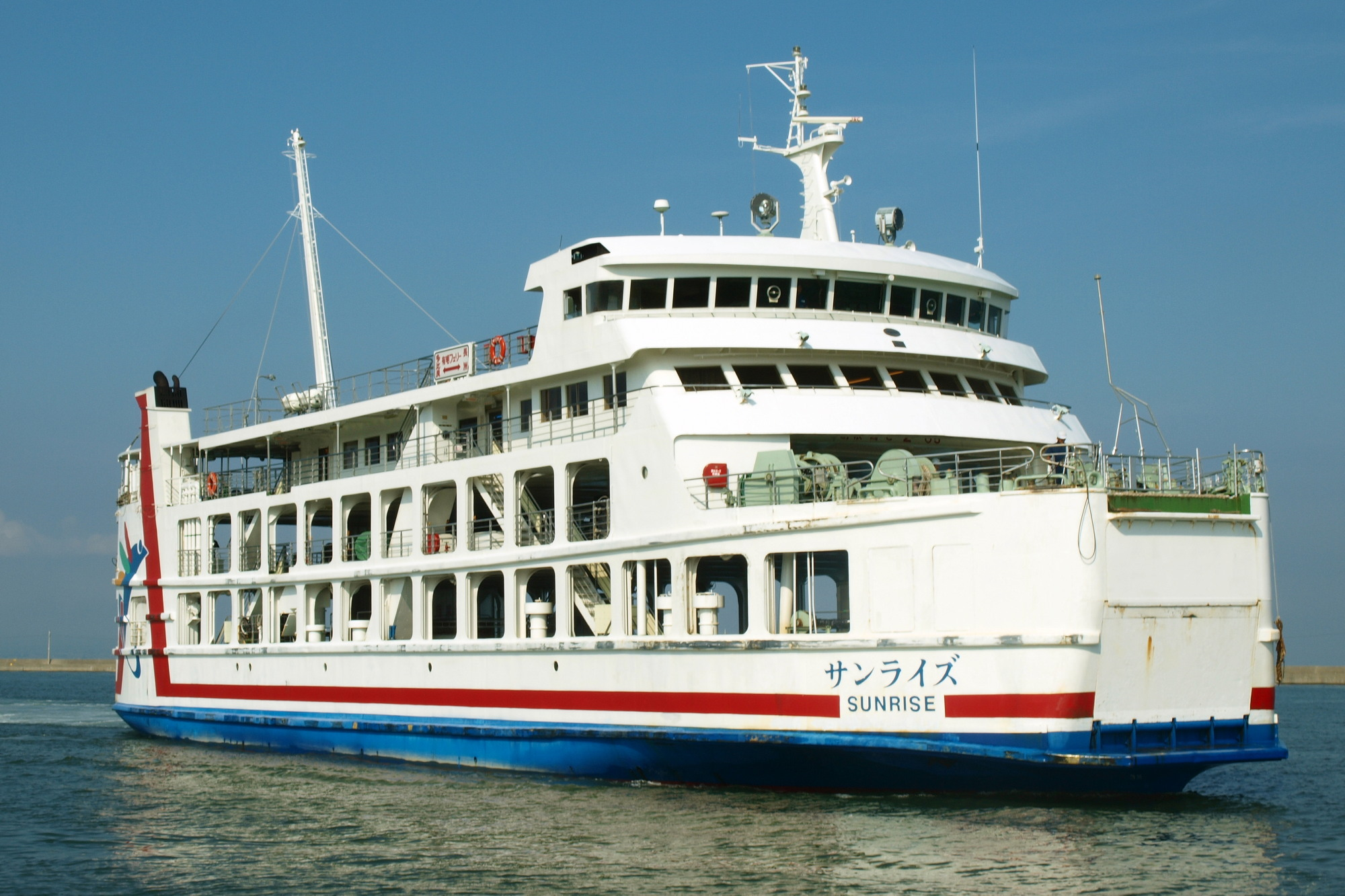
サンライズ - 長洲港
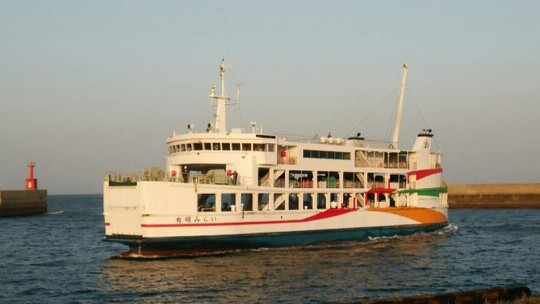
有明みらい - 多比良港
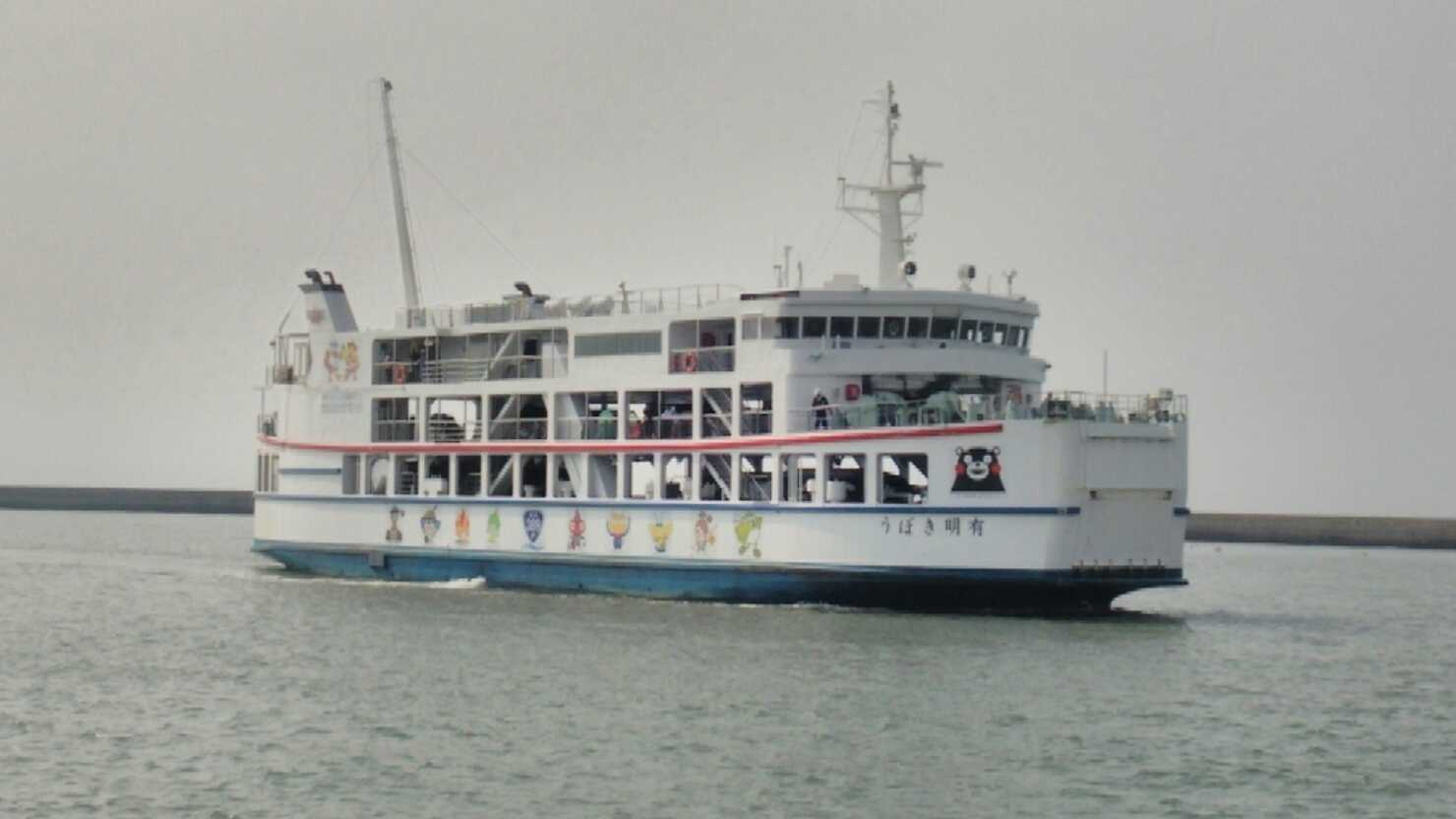
有明きぼう - 長洲港

### 過去に運航していた船舶

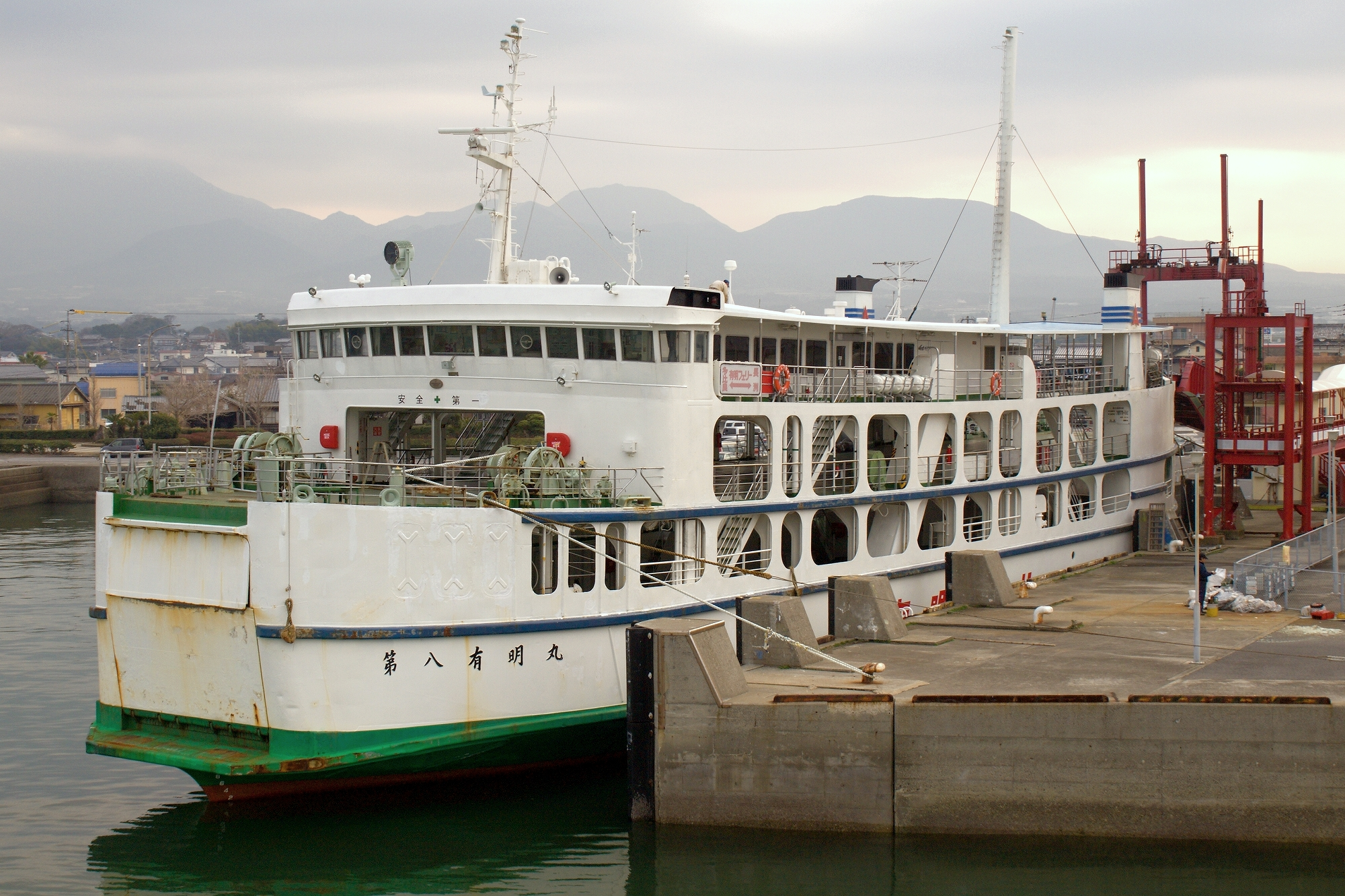
第八有明丸 - 多比良港

有明丸
1958年（昭和33年）3月竣工、同年4月就航。大洋造船建造。
496.86総トン、全長47.85m、幅11m、深さ3.4m、ディーゼル2基、機関出力700ps、航海速力10ノット。
旅客定員485名、乗用車20台。
1964年（昭和39年）の東京オリンピックでは、聖火輸送の大役を担った。
1980年売船、1982年日本船舶明細書より削除。
第二有明丸
1959年（昭和34年）竣工・就航。1977年、「第六有明丸」の就航に伴い引退、売船。
第三有明丸
1967年（昭和42年）3月竣工。林兼造船長崎造船所建造。
530.94総トン、全長49.75m、型幅11.50m、型深さ3.50m、ディーゼル2基、機関出力1,300ps、航海速力11ノット。
旅客定員486名、大型バス6台・乗用車28台または乗用車50台。
就航時は車両甲板が一層だったが、1973年に輸送力増強のため二層化改造を実施。1985年ホンジュラスに売船。
第五有明丸
1971年（昭和46年）5月竣工、同月1日就航。林兼造船長崎造船所建造。
530.66総トン、全長49.75m、型幅11.50m、型深さ3.50m、ディーゼル2基、機関出力1,440ps、航海速力11ノット。
旅客定員462名、大型バス6台・乗用車28台または乗用車50台。
後に第三有明丸と同様に車両甲板の二層化改造を実施。1994年ホンジュラスに売船。
第六有明丸
1977年（昭和52年）3月竣工、4月12日就航。林兼造船長崎造船所建造。
695.16総トン、全長54.00m、型幅12.80m、型深さ3.80m、ディーゼル2基、機関出力2,400ps、航海速力13.50ノット。
旅客定員488名、大型バス8台・乗用車30台または乗用車80台。
就航当初より二層の車両甲板を装備。1994年フィリピンに売船。
第七有明丸
1980年（昭和55年）2月竣工、同年3月27日就航。林兼造船長崎造船所建造。
692.70総トン、全長54.00m、型幅12.80m、型深さ3.80m、ディーゼル2基、機関出力2,400ps、航海速力13.50ノット。
旅客定員488名、大型バス8台・乗用車30台または乗用車80台。
車両甲板を改良し、従来の船では不可能だった大型トレーラー等の輸送に対応。2002年タイに売船。
第八有明丸
1985年（昭和60年）3月竣工、同年4月1日就航。林兼造船長崎造船所建造。
694→721総トン、全長57.32m、型幅12.80m、型深さ3.80m、ディーゼル2基、機関出力2,600ps、航海速力13.50ノット。
旅客定員488名、大型バス10台・乗用車32台または乗用車90台。
第十有明丸
1988年（昭和63年）2月竣工、同年4月1日就航。林兼造船長崎造船所建造。
696総トン、全長57.02m、型幅12.80m、型深さ3.80m、ディーゼル2基、機関出力2,600ps、航海速力13.50ノット。
旅客定員488名、大型バス10台・乗用車32台または乗用車90台。
- 第八有明丸 - 多比良港